# Darío Rodríguez
Octavio Darío Rodríguez Peña (geboren 17 september 1974) is een Uruguayaanse oud- voetballer die speelde als centrale verdediger of linksback voor Peñarol. Hij mocht 51 keer aantreden als international van het nationale team van Uruguay. Rodriguez was een veelzijdige verdediger, hij was in staat om als linksback of als linkszijdige centrale verdediger te spelen. Ook was hij Sterk in de lucht, hij [was] een nuttige afleiding in het vak van de oppositie bij spelhervattingen."
Rodríguez, geboren in Montevideo, speelde het grootste deel van zijn clubvoetbal voor Peñarol en Schalke 04. Verder speelde hij onder andere voor Sud América, Bella Vista en Toluca. Hij verliet Schalke 04 in januari 2008 en keerde terug naar Peñarol.
Met Uruguay nam Rodríguez deel aan het WK 2002 en scoorde Uruguay's eerste doelpunt van het toernooi, een volley die in de linkerbovenhoek van het doel krulde. Hij heeft de aanvoerdersband gedragen voor Uruguay. Hij speelde ook op de Copa América- toernooien van 2004 en 2007.

## Loopbaanstatistieken

### Internationale
| Nationaal team van Uruguay | Nationaal team van Uruguay | Nationaal team van Uruguay |
| Jaar                       | Interlands                 | Doelpunten                 |
| -------------------------- | -------------------------- | -------------------------- |
| 2000                       | 9                          | 2                          |
| 2001                       | 8                          | 0                          |
| 2002                       | 7                          | 1                          |
| 2003                       | 1                          | 0                          |
| 2004                       | 9                          | 0                          |
| 2005                       | 8                          | 1                          |
| 2006                       | 2                          | 0                          |
| 2007                       | 7                          | 0                          |
| Totaal                     | 51                         | 4                          |

### Interland doelpunten
Scores en resultaten lijst Uruguay's doelpunten eerste.
| #  | Datum            | Stadion                             | Tegenstander | Scoren | Resultaat | Wedstrijd                     |
| -- | ---------------- | ----------------------------------- | ------------ | ------ | --------- | ----------------------------- |
| 1. | 17 februari 2000 | Estadio Domingo Burgueño, Maldonado | Hongarije    | 2 –0   | 2-0       | Vriendschappelijk             |
| 2. | 18 juli 2000     | Estadio Centenario, Montevideo      | Venezuela    | 2 – 1  | 3-1       | WK-kwalificatiewedstrijd 2002 |
| 3. | 1 juni 2002      | Munsu Cup-stadion, Ulsan            | Denemarken   | 1 – 1  | 1-2       | WK 2002                       |
| 4. | 12 november 2005 | Estadio Centenario, Montevideo      | Australië    | 1 –0   | 1-0       | Play-offs WK 2006             |

## Onderscheidingen
Schalke 04
- UEFA Intertoto Cup : 2003, 2004[5][6]
- DFB-Ligapokal : 2005[7]